# Lannux
Lannux är en kommun i departementet Gers i regionen Occitanien i sydvästra Frankrike. Kommunen ligger i kantonen Riscle som tillhör arrondissementet Mirande. År 2022 hade Lannux 220 invånare.

## Befolkningsutveckling
Antalet invånare i kommunen Lannux
Referens:INSEE